# Helia cruciata
Helia cruciata är en fjärilsart som beskrevs av Achille Guenée 1852. Helia cruciata ingår i släktet Helia och familjen nattflyn. Inga underarter finns listade i Catalogue of Life.